# 陳京 (唐朝)
陳京，字慶復，唐德宗時期人物，宜都王陳叔明六世孫，大歷元年中進士，官累至太常博士。貞元二十一年娶同朝官員常袞兄女為妻，但並無親生子嗣，因而收義子子褒。

## 生平
大歷年間陳京來到京城，中書舍人常袞、楊兩人讀陳京文章大為讚揚，其文《北都賦》完成後傳遍天下，隨後便被任咸陽尉。建中四年唐德宗聽聞段秀實遇害之事後欲罷朝七天已示紀念，當時宰相認為朝政一停便不能安定天下，不應輕易罷朝，陳京反駁說天子哀悼忠義臣子天經地義，天下怎會為此而不安，德宗便採納陳京之言。貞元元年朝廷大赦天下，前宰相奸臣盧杞被赦為吉州長史，隨後被升為饒州刺史，陳京與趙需、裴佶、宇文炫與一眾大臣上鍊反對這一安排，德宗聽聞大怒，上諫的大臣因而有所退縮，陳京則主張力諫到底，最後德宗收回了躍升盧杞的命令。貞元十四年昭陵遭遇大火，宰相崔損受命修陵，於獻、昭、乾、定、泰五陵各造屋三百八十間房屋，然而昭陵建於高山之上，修建官員不樂於上下通勤，便建議將昭陵直接遷移別處，朝廷官員包括宰相皆因修建官員為內官受皇帝信任而無反對之聲，只有陳京以唐太宗已節儉為宗法為由反對遷移，德宗最後也選擇不遷移昭陵。貞元十九年陳京入京從政三十元年，已官至博士，十分勤政，德宗便賜給陳京緋衣與銀魚袋，德宗本來十分器重陳京欲任命他為宰相，然而此時因陳京患有精神疾病因此作罷，改命其為秘書少監。

## 文章
陳京著有些許文章，其遵循古法崇尚司馬相如、揚雄之辭，文筆樸實不迎合他人胃口。多引用《尚書》、《爾雅》等經典與諸子百家之言，同時也穿插例代國事。被柳宗元認為其文章是如孔子般教化的工具。

## 評價
新唐史評價陳京:區區之臣，冒顏而關說，難哉！認為德宗政事疲弊，貴為太子的的唐順宗上諫力道反而低於區區身為臣子的陳京。韓愈也在其書信中表示對陳京的敬重。